# Läuterung (Glas)
Unter Läuterung versteht man die Austreibung von Blasen aus dem fertig geschmolzenen Glas. Blasen sind ein Glasfehler. Das Grundprinzip ist das Mitreißen der kleinen Blasen durch schneller aufsteigende größere Blasen. In der zähen Glasmasse steigen kleine Blasen nicht schnell genug auf, so dass neben erhöhter Temperatur und Rühren weitere Unterstützungsmaßnahmen nötig sind, um dies in einem wirtschaftlichen Zeitraum zu erreichen.
Gewöhnlich erfolgt dies durch Zugabe von Läutermitteln im Gemenge. Industriell bedeutend ist die Schwefelläuterung mit Natriumsulfat unter Abgabe von SO2 und O2. Gläser mit hohem Schmelzpunkt, z. B. Borosilicatgläser werden mit NaCl geläutert, das bei hohen Läutertemperaturen aufgrund seines Dampfdruckes flüchtig ist. Für alkalifreie hochschmelzende Gläser, z. B. für LC-Displays, wird SnO2 verwendet. Historisch bedeutend war die Arsenläuterung, die heute nur noch bei optischen Spezialgläsern Verwendung findet.
Neben der chemischen Läuterung kann durch Bubbling, also das Einblasen von Gasen der Blasenanteil reduziert werden. Versuche werden auch mit Ultraschall (Blasen vereinigen sich an den stehenden Wellen) sowie Unterdruck (Blasen steigen schneller auf) unternommen. Generell wird die Läuterung durch Erniedrigung der Viskosität der Glasschmelze bei Temperaturerhöhung unterstützt.